# Rameez Junaid
Rameez Junaid (nacido el 25 de mayo de 1981) es un tenista profesional australiano que participa principalmente en el circuito ATP Challenger Series.

## Carrera
El 20 de octubre de 2008, alcanzó su clasificación más alta en individuales al lograr el puesto n.º 293, y el 20 de abril de 2015 lo hizo en dobles, logrando el puesto n.º 62.
Ha ganado hasta el momento 20 títulos de la categoría ATP Challenger Series todos ellos en la modalidad de dobles.

### 2014
Llegó a las semifinales en el Torneo de Montpellier junto a Aisam-ul-Haq Qureshi, perdiendo ante la pareja formada por Nikolay Davydenko-Denis Istomin por 10-7 en el TB.  El 27 de julio disputó su primera final del circuito ATP World Tour en el Torneo de Gstaad disputado en Suiza. Lo hizo junto al eslovaco Michal Mertiňák como pareja y fueron derrotados en la final por la pareja germano-holandesa Andre Begemann Robin Haase por 3-6, 4-6.

## Títulos

### Dobles (1)
| Leyenda                         |
| Grand Slam (0)                  |
| ATP Wourld Tour Finals (0)      |
| ATP Masters 1000 World Tour (0) |
| ATP World Tour 500 series (0)   |
| ATP World Tour 250 series (1)   |

| N.º | Fecha               | Torneo     | Superficie    | Pareja         | Rivales en la final         | Resultado        |
| --- | ------------------- | ---------- | ------------- | -------------- | --------------------------- | ---------------- |
| 1.  | 11 de abril de 2015 | Casablanca | Tierra batida | Adil Shamasdin | Rohan Bopanna Florin Mergea | 3-6, 6-2, [10-7] |

#### Finalista (1)
| N.º | Fecha               | Torneo | Superficie    | Pareja          | Rivales en la final        | Resultado |
| --- | ------------------- | ------ | ------------- | --------------- | -------------------------- | --------- |
| 1.  | 27 de julio de 2014 | Gstaad | Tierra batida | Michal Mertiňák | Andre Begemann Robin Haase | 3-6, 4-6  |

## Challenger
| Leyenda               | Individuales | Dobles |
| --------------------- | ------------ | ------ |
| ATP Challenger Series | 0            | 20     |

### Dobles (20)
| N.º | Fecha      | Torneo                     | Superficie    | Compañero         | Rivales en la final                  | Resultado           |
| --- | ---------- | -------------------------- | ------------- | ----------------- | ------------------------------------ | ------------------- |
| 1.  | 02.12.2007 | Challenger de Brisbane     | Dura(i)       | Daniel King       | Carsten Ball Adam Feeney             | 3-6, 7-6(3), [10-8* |
| 2.  | 06.07.2008 | Challenger de Lugano       | Tierra batida | Philipp Marx      | Mariano Hood Eduardo Schwank         | 7–6(7), 4-6, [10-7] |
| 3.  | 27.09.2009 | Challenger de Scheveningen | Tierra batida | Philipp Marx      | Matwé Middelkoop Melle van Gemerden  | 5-7, 6-2, [10–6]    |
| 4.  | 07.09.2008 | Challenger de Alphen (1)   | Tierra batida | Philipp Marx      | Bart Beks Matwé Middelkoop           | 6-3, 6-2            |
| 5.  | 12.04.2009 | Challenger de Atenas       | Tierra batida | Philipp Marx      | Jesse Huta Galung Rui Machado        | 6–4, 6-3            |
| 6.  | 31.05.2009 | Challenger de Karlsruhe    | Tierra batida | Philipp Marx      | Tomasz Bednarek Aisam-ul-Haq Qureshi | 7-5, 6-4            |
| 7.  | 16.05.2010 | Challenger de Busan        | Dura          | Alexander Peya    | Pierre Ludovic Yang Tsung-hua        | 6-4, 7-5            |
| 8.  | 06.06.2010 | Challenger de Fürth (1)    | Tierra batida | Dustin Brown      | Martin Emmrich Joseph Sirianni       | 6-3, 6-1            |
| 9.  | 26.09.2010 | Challenger de Esmirna      | Dura          | Frank Moser       | Jamie Delgado Jonathan Marray        | 6-2, 6-4            |
| 10. | 24.10.2010 | Challenger de Seúl         | Dura          | Frank Moser       | Vasek Pospisil Adil Shamasdin        | 6–3, 6-4            |
| 11. | 05.12.2011 | Challenger de Fürth (2)    | Tierra batida | Frank Moser       | Jorge Aguilar Júlio César Campozano  | 6-2, 6(2)-7, [10-6] |
| 12. | 06.04.2012 | Challenger de Saint-Brieuc | Tierra batida | Laurynas Grigelis | Stéphane Robert Laurent Rochette     | 1-6, 6-2, [10-6]    |
| 13. | 22.07.2012 | Challenger de Posnania     | Tierra batida | Simon Stadler     | Adam Hubble Nima Roshan              | 6–3, 6-4            |
| 14. | 09.09.2012 | Challenger de Alphen (2)   | Tierra batida | Simon Stadler     | Simon Greul Bastian Knittel          | 4–6, 6–1, [10–5]    |
| 15. | 09.06.2013 | Challenger de Fürth (3)    | Tierra batida | Colin Ebelthite   | Christian Harrison Michael Venus     | 6-4, 7-5            |
| 16. | 03.08.2013 | Challenger de Liberec      | Tierra batida | Tim Puetz         | Colin Ebelthite Hsin-Han Lee         | 6-0, 6-2            |
| 17. | 18.08.2013 | Challenger de Meerbusch    | Tierra batida | Frank Moser       | Dustin Brown Philipp Marx            | 6-3, 7-6)           |
| 18. | 31.08.2013 | Challenger de Como         | Tierra batida | Igor Zelenay      | Marco Crugnola Stefano Ianni         | 7-5, 7-62           |
| 19. | 28.09.2013 | Challenger de Sibiu        | Tierra batida | Philipp Oswald    | Jamie Delgado Jordan Kerr            | 6-4, 6-4            |
| 20. | 13.06.2014 | Challenger de Nottingham-2 | Hierba        | Michael Venus     | Ruben Bemelmans Gō Soeda             | 4-6, 7-61, 10-6     |